# Línia evolutiva de Totodile
Aquesta línia evolutiva de Pokémon inclou Totodile, Croconaw i Feraligatr.

## Totodile
Totodile és una de les espècies que apareixen a la franquícia Pokémon. És de tipus aigua i evoluciona a Croconaw.

## Croconaw
Croconaw és una de les espècies que apareixen a la franquícia Pokémon. És de tipus aigua i evoluciona de Totodile. Evoluciona a Feraligatr.

## Feraligatr
Feraligatr és una de les espècies que apareixen a la franquícia Pokémon, una sèrie de videojocs. És de tipus aigua i evoluciona de Croconaw.